# Amphelasma nigrolineatum
Amphelasma nigrolineatum es un coleóptero de la familia Chrysomelidae.
Fue descrita científicamente por primera vez en 1878 por Jacoby.